# Jeorjos Achileos
Jeorjos (Jorgos) Achileos, gr. Γεώργιος Αχιλλέως (ur. 24 grudnia 1980 w Londynie) – cypryjski strzelec, czterokrotny olimpijczyk, mistrz świata z 2010 roku w skeecie.
Był chorążym reprezentacji Cypru na igrzyskach w 2000 i 2008 roku.

## Osiągnięcia
| Rok  | Zawody                            | Miejsce rozgrywek       | Pozycja | Konkurencja    |
| ---- | --------------------------------- | ----------------------- | ------- | -------------- |
| 2000 | Igrzyska Olimpijskie              | Sydney, Australia       | 23.     | skeet          |
| 2004 | Igrzyska Olimpijskie              | Ateny, Grecja           | 8.      | skeet          |
| 2005 | Igrzyska śródziemnomorskie        | Almería, Hiszpania      | 3.      | skeet          |
| 2006 | Igrzyska Wspólnoty Narodów        | Melbourne, Australia    | 1.      | skeet          |
| 2006 | Igrzyska Wspólnoty Narodów        | Melbourne, Australia    | 1.      | skeet w parach |
| 2007 | ISSF Puchar Świata                | Belgrad, Serbia         | 1.      | skeet          |
| 2008 | ISSF Puchar Świata                | Belgrad, Serbia         | 1.      | skeet          |
| 2008 | Igrzyska Olimpijskie              | Pekin, Chiny            | 5.      | skeet          |
| 2009 | Igrzyska śródziemnomorskie        | Pescara, Włochy         | 2.      | skeet          |
| 2009 | ISSF Puchar Świata                | San Marino              | 1.      | skeet          |
| 2010 | Igrzyska Wspólnoty Narodów        | Delhi, Indie            | 1.      | skeet w parach |
| 2010 | Igrzyska Wspólnoty Narodów        | Delhi, Indie            | 2.      | skeet          |
| 2010 | Mistrzostwa Świata w Strzelectwie | Monachium, Niemcy       | 3.      | skeet          |
| 2012 | Igrzyska Olimpijskie              | Londyn, Wielka Brytania | 11.     | skeet          |